# Elecciones municipales de Chiclayo de 2002
Las elecciones municipales de Chiclayo de 2002 se llevaron a cabo el 17 de noviembre de 2002 para elegir al alcalde y al Concejo Provincial de Chiclayo para el periodo 2003-2006. La elección se celebró simultáneamente con elecciones regionales y municipales (provinciales y distritales) en todo el Perú.

## Sistema electoral
La Municipalidad Provincial de Chiclayo es el órgano administrativo y de gobierno de la provincia de Chiclayo. Está compuesta por el alcalde y el Concejo Provincial.
La votación del alcalde y el concejo se realiza en base al sufragio universal, que comprende a todos los ciudadanos nacionales mayores de dieciocho años, empadronados y residentes en la provincia de Chiclayo y en pleno goce de sus derechos políticos, así como a los ciudadanos no nacionales residentes y empadronados en la provincia de Chiclayo.
El Concejo Provincial de Chiclayo está compuesto por 15 regidores elegidos por sufragio directo para un período de cuatro (4) años, en forma conjunta con la elección del alcalde (quien lo preside). La votación es por lista cerrada y bloqueada. Se asigna a la lista ganadora los escaños según el método d'Hondt o la mitad más uno, lo que más le favorezca.

## Composición del Concejo Provincial de Chiclayo
La siguiente tabla muestra la composición del Concejo Provincial de Chiclayo antes de las elecciones.
| Partidos | Partidos                                                                 | Regidores |
| -------- | ------------------------------------------------------------------------ | --------- |
|          | Lista Independiente Adelante Chiclayo                                    | 9         |
|          | Acción Popular                                                           | 2         |
|          | Partido Aprista Peruano                                                  | 1         |
|          | Lista Independiente Movimiento Independiente Lambayecano de Apoyo Social | 1         |
|          | Movimiento Independiente Vamos Vecino                                    | 1         |
|          | Movimiento Independiente Somos Perú                                      | 1         |

## Partidos y candidatos
A continuación se muestra una lista de los principales partidos y alianzas electorales que participaron en las elecciones:
| Candidatura | Candidatura | Partidos y alianzas | Candidatos | Candidatos                    | Ideología                                                          | Resultado previo | Resultado previo | Ref. |
| Candidatura | Candidatura | Partidos y alianzas | Candidatos | Candidatos                    | Ideología                                                          | Votos (%)        | Reg.             | Ref. |
| ----------- | ----------- | --- | ---------- | ----------------------------- | ------------------------------------------------------------------ | ---------------- | ---------------- | ---- |
|             | AP          | Lista - Acción Popular (AP) |            | Arturo Castillo Chirinos      | Humanismo Nacionalismo cívico Reformismo                           | 17.95%           | 2                |      |
|             | APRA        | Lista - Partido Aprista Peruano (APRA) |            | Germán Görbitz García Urrutia | Aprismo                                                            | 12.50%           | 1                |      |
|             | SP          | Lista - Somos Perú (SP) |            | Oswaldo Mendoza Otiniano      | Democracia cristiana Conservadurismo social                        | 8.28%            | 1                |      |
|             | UPP         | Lista - Agrupación Independiente Unión por el Perú - Frente Amplio (UPP)                                                                    |            | Magali Aurich Zoeger          | Liberalismo Progresismo Socialdemocracia                           | Nuevo            | Nuevo            |      |
|             | PP          | Lista - Perú Posible (PP) |            | Enrique Woyke Vásquez         | Socioliberalismo Democracia liberal Tercera vía                    | Nuevo            | Nuevo            |      |
|             | UN          | Lista - Unidad Nacional (UN) – Partido Popular Cristiano (PPC) – Solidaridad Nacional (SN) – Renovación Nacional (RN) – Cambio Radical (CR) |            | Franko Sáenz Carrasco         | Democracia cristiana Conservadurismo Neoliberalismo                | Nuevo            | Nuevo            |      |
|             | APP         | Lista - Alianza para el Progreso (APP) |            | Claver Montoya Chávez         | Liberalismo económico Conservadurismo liberal Populismo de derecha | Nuevo            | Nuevo            |      |
|             | RD          | Lista - Reconstrucción Democrática (RD) |            | Fernando Noblecilla Merino    | Humanismo                                                          | Nuevo            | Nuevo            |      |
|             | PRODE       | Lista - Progreso y Desarrollo (PRODE) |            | Héctor Limo Mendoza           | Regionalismo lambayecano                                           | Nuevo            | Nuevo            |      |
|             | IND         | Lista - Lista Independiente N° 1 Movimiento Independiente Manos Limpias                                                                     |            | Roberto Torres Gonzales       | Localismo chiclayano                                               | Nuevo            | Nuevo            |      |

## Resultados

### Sumario general
|                        |                                                                  |              |              |              |           |           |  |  |
| Partidos y coaliciones | Partidos y coaliciones                                           | Voto popular | Voto popular | Voto popular | Regidores | Regidores |  |  |
| Partidos y coaliciones | Partidos y coaliciones                                           | Votos        | %            | ±pp          | Total     | +/−       |  |  |
|                        | Acción Popular (AP)                                              | 98,422       | 30.44        | +12.49       | 9         | +7        |  |  |
|                        | Lista Independiente N° 1 Movimiento Independiente Manos Limpias  | 62,333       | 19.28        | n/a          | 2         | +2        |  |  |
|                        | Partido Aprista Peruano (APRA)                                   | 56,875       | 17.59        | +5.09        | 2         | +1        |  |  |
|                        | Reconstrucción Democrática (RD)                                  | 50,744       | 15.69        | Nuevo        | 2         | +2        |  |  |
|                        | Alianza para el Progreso (APP)                                   | 13,347       | 4.13         | Nuevo        | 0         | ±0        |  |  |
|                        | Agrupación Independiente Unión por el Perú - Frente Amplio (UPP) | 11,977       | 3.70         | Nuevo        | 0         | ±0        |  |  |
|                        | Perú Posible (PP)                                                | 9,301        | 2.88         | Nuevo        | 0         | ±0        |  |  |
|                        | Somos Perú (SP)1                                                 | 7,007        | 2.17         | –6.11        | 0         | –1        |  |  |
|                        | Unidad Nacional (UN)                                             | 6,903        | 2.13         | Nuevo        | 0         | ±0        |  |  |
|                        | Progreso y Desarrollo (PRODE)                                    | 6,460        | 2.00         | Nuevo        | 0         | ±0        |  |  |
|                        |                                                                  |              |              |              |           |           |  |  |
| Total                  | Total                                                            | 323,369      |              |              | 15        | ±0        |  |  |
|                        |                                                                  |              |              |              |           |           |  |  |
| Votos válidos          | Votos válidos                                                    | 323,369      | 85.10        | –5.23        |           |           |  |  |
| Votos en blanco        | Votos en blanco                                                  | 31,563       | 8.31         | +3.39        |           |           |  |  |
| Votos nulos            | Votos nulos                                                      | 25,050       | 6.59         | +1.84        |           |           |  |  |
| Votos emitidos         | Votos emitidos                                                   | 379,982      | 85.97        | +3.31        |           |           |  |  |
| Abstenciones           | Abstenciones                                                     | 61,996       | 14.03        | –3.31        |           |           |  |  |
| Votantes registrados   | Votantes registrados                                             | 441,978      |              |              |           |           |  |  |
|                        |                                                                  |              |              |              |           |           |  |  |
| Fuente:                |                                                                  |              |              |              |           |           |  |  |

### Concejo Provincial de Chiclayo
| Cargo                           | Autoridad electa                 | Partido político | Partido político                                                |
| ------------------------------- | -------------------------------- | ---------------- | --------------------------------------------------------------- |
| Alcalde Provincial de Chiclayo  | Arturo Castillo Chirinos         |                  | Acción Popular                                                  |
| Regidor Provincial de Chiclayo  | José Barrueto Sánchez            |                  | Acción Popular                                                  |
| Regidora Provincial de Chiclayo | Magdalena Liza Chicoma           |                  | Acción Popular                                                  |
| Regidor Provincial de Chiclayo  | Ruy Pardo Neumann                |                  | Acción Popular                                                  |
| Regidora Provincial de Chiclayo | Janet Cubas Carranza             |                  | Acción Popular                                                  |
| Regidor Provincial de Chiclayo  | Candelario Carhuatanta Hernández |                  | Acción Popular                                                  |
| Regidor Provincial de Chiclayo  | Ammi Robinson Jiménez Lozada     |                  | Acción Popular                                                  |
| Regidor Provincial de Chiclayo  | José López Millán                |                  | Acción Popular                                                  |
| Regidor Provincial de Chiclayo  | Guillermo Ortiz Suárez           |                  | Acción Popular                                                  |
| Regidor Provincial de Chiclayo  | Edwin Vásquez Sánchez            |                  | Acción Popular                                                  |
| Regidor Provincial de Chiclayo  | Hildebrando Salgado Cervera      |                  | Lista Independiente N° 1 Movimiento Independiente Manos Limpias |
| Regidora Provincial de Chiclayo | Hebert Zúñiga Vásquez            |                  | Lista Independiente N° 1 Movimiento Independiente Manos Limpias |
| Regidor Provincial de Chiclayo  | José Nakazaki Servigón           |                  | Partido Aprista Peruano                                         |
| Regidor Provincial de Chiclayo  | Óscar Guerrero Samamé            |                  | Partido Aprista Peruano                                         |
| Regidor Provincial de Chiclayo  | Juan Abasolo Bernal              |                  | Reconstrucción Democrática                                      |
| Regidora Provincial de Chiclayo | Celinda Ortiz Prieto de Cieza    |                  | Reconstrucción Democrática                                      |

## Elecciones municipales distritales

### Resultados por distrito
La siguiente tabla enumera el control de los distritos de la provincia de Chiclayo. El cambio de mando de una organización política se resalta del color de ese partido.
| Distrito            | Alcalde(sa) titular        | Partido político | Partido político               | Alcalde(sa) electo(a)       | Partido político | Partido político           |
| ------------------- | -------------------------- | ---------------- | ------------------------------ | --------------------------- | ---------------- | -------------------------- |
| Cayaltí             | Harles Esquives Pizarro    |                  | Movimiento Autónomo de Cayaltí | Electo Cruzado Medina       |                  | Cayaltí en Integración     |
| Chongoyape          | Pedro Yupanqui Williams    |                  | Partido Aprista Peruano        | Santos Díaz Mundaca         |                  | Reconstrucción Democrática |
| Eten                | Manuel Esqueche Ruiz       |                  | Adelante Chiclayo              | Jesús López Sandoval        |                  | Todos por Eten             |
| Eten Puerto         | Jaime Contreras Rivas      |                  | Adelante Chiclayo              | Teodoro Granados Calderón   |                  | Partido Aprista Peruano    |
| José Leonardo Ortiz | Javier Castro Cruz         |                  | Adelante Chiclayo              | Carlos Morales Sosa         |                  | Reconstrucción Democrática |
| La Victoria         | Anselmo Lozano Centurión   |                  | Somos Perú                     | Anselmo Lozano Centurión    |                  | Reconstrucción Democrática |
| Lagunas             | Víctor Andonaire Hernández |                  | Por el Progreso Distrital      | Sigifredo Piminchumo Huerta |                  | Partido Aprista Peruano    |
| Monsefú             | Boris Bartra Grosso        |                  | Adelante Chiclayo              | Rita Ayasta de Díaz         |                  | Reconstrucción Democrática |
| Nueva Arica         | Carlos Figueroa Palacios   |                  | Adelante Chiclayo              | Augusto Rivas Becerra       |                  | Partido Aprista Peruano    |
| Oyotún              | Julio Guerrero Guerrero    |                  | Adelante Chiclayo              | Segundo Vargas Pérez        |                  | Alianza para el Progreso   |
| Pátapo              | José Ruiz Díaz             |                  | Vamos Vecino                   | Julio Vásquez Pérez         |                  | Alianza para el Progreso   |
| Picsi               | Orlando Torres Medina      |                  | Adelante Chiclayo              | Ángel Díaz Barturén         |                  | Partido Aprista Peruano    |
| Pimentel            | Henry Kouri Hanna          |                  | Adelante Chiclayo              | César Jacinto Purizaca      |                  | Pimentel Renace            |
| Pomalca             | Luis Orbegoso Navarro      |                  | Pomalca al Progreso            | Roosevelt Pintado Requejo   |                  | Pomalca Renace             |
| Pucalá              | Edgardo Nuntón Flores      |                  | Partido Aprista Peruano        | Marcelino Martínez Cieza    |                  | Alianza para el Progreso   |
| Reque               | Gonzalo Ciurlizza Carrasco |                  | Adelante Chiclayo              | Fernando Tirado Gálvez      |                  | Partido Aprista Peruano    |
| Santa Rosa          | Pedro Chavesta Díaz        |                  | Adelante Chiclayo              | Augusto Sipión Barrios      |                  | Santa Rosa Siempre Contigo |
| Saña                | Electo Cruzado Medina      |                  | Adelante Chiclayo              | Roberto Yep Burga           |                  | Reconstrucción Democrática |
| Tumán               | Segundo López Cubas        |                  | Contigo Tumán                  | Moisés Martínez Vásquez     |                  | El Sol Radiante            |